# D.J. Wilson
DeVante Jaylen Wilson, detto D.J. (Mount Shasta, 19 febbraio 1996), è un cestista statunitense.

## Carriera
È stato selezionato dai Milwaukee Bucks al primo giro del Draft NBA 2017 (17ª scelta assoluta).